# James Rosenquist
James Rosenquist, född 29 november 1933 i Grand Forks i North Dakota, död 31 mars 2017 i New York, var en amerikansk målare.

## Biografi
Rosenquist arbetade till en början, 1953-58, som affischmålare i och runt New York, en erfarenhet som satt djupa spår i hans verk. Han blev en av popkonstens förgrundsfigurer med stora dukar, där han i en avsiktligt kall och livlös realism och med anknytning till reklamkonsten skildra fragment ur den amerikanska vardagen. 
Med sin separatutställning 1962, samma år som även Lichtenstein, Warhol, Wesselmann och Indiana ställde ut, framträdde Rosenquist som en av de ledande amerikanska popkonstnärerna. Rosenquist är representerad vid bland annat Göteborgs konstmuseum.